# Bart Nieuwenweg
Bart Nieuwenweg (15 februari 1989) is een voormalig Nederlands korfballer. Hij is een tweevoudig Nederlands zaalkampioen in de Korfbal League met Koog Zaandijk.

## Begin van Carrière
Nieuwenweg begon met korfbal bij De Meeuwen uit Putten. Hier doorliep hij de jeugdteams en debuteerde in 2007 op 18-jarige leeftijd in het eerste team.

## Koog Zaandijk
In 2009, op 20-jarige leeftijd maakte Nieuwenweg de overstap naar Koog Zaandijk, de club die net voor de tweede keer in de zaalfinale stond en zojuist de veldtitel had gewonnen. Koog Zaandijk wilde zijn positie versterken voor langere termijn en daar paste Nieuwenweg goed in.
In Seizoen 2009-2010, Nieuwenweg's eerste seizoen bij KZ speelde hij 11 wedstrijden in de Korfbal League. Hij speelde samen met KZ iconen zoals Tim Bakker, Rick Voorneveld en Roxanna Detering. Koog Zaandijk werd 1e in de competitie en versloeg in de play-offs PKC in 2 wedstrijden, waardoor het in de zaalfinale stond. Hier won KZ van Dalto met 22-20.
In dit seizoen kwam Nieuwenweg tot 34 goals.

Seizoen 2010-2011 was het eerste seizoen voor Nieuwenweg in de basis van het eerste team. Eerst won KZ in januari 2011 de Europacup, door in de finale te winnen van het Belgische Scaldis. Hierna ging het team terug naar de Nederlandse competitie en KZ stond na de reguliere speelrondes 1e met 26 punten en ging als favoriet de play-offs in. Echter werd er in de play-offs in 3 wedstrijden verloren van PKC, waardoor KZ hun zaaltitel niet konden verdedigen.
Wel won KZ in de kleine finale om plek 3 / 4 van het Delftse Fortuna met 24-23, waardoor het alsnog 3e van Nederland werd.

In seizoen 2011-2012 deed KZ weer goede zaken in de zaalcompetitie. Na 18 speelrondes stond het, net als het jaar ervoor, 1e met 26 punten. In de play-offs troffen ze Fortuna en deze serie wonnen ze in 2 wedstrijden. In de zaalfinale was de tegenstander PKC en KZ won deze finale met 20-19. Dit was de tweede zaaltitel van Nieuwenweg.
Na 3 seizoenen bij KZ stopte Nieuwenweg bij de club.

## Dalto
In 2012 verruilde Nieuwenweg van club en ging hij spelen bij Dalto uit Driebergen. In zijn eerste seizoen bij de club, 2012-2013 werd Nieuwenweg weliswaar topscoorder van het team met 87 goals, maar haalde Dalto geen play-offs.

In seizoen 2013-2014 werd Nieuwenweg weer topscoorder van Dalto met 111 goals en de club wist , net ten koste van KZ 4e te worden in de korfbal league. In de play-offs werd echter kansloos in 2 wedstrijden verloren van TOP.
Na 2 seizoenen bij Dalto verruilde Nieuwenweg van club.

## Terug bij de Meeuwen
In 2014 ging Nieuwenweg weer spelen bij de club waar hij was begonnen, De Meeuwen. In 2018 stopte Nieuwenweg.

## Erelijst
- Korfbal League kampioen, 2x (2010, 2012)
- Europacup kampioen, 1x (2011)

## Oranje
Nieuwenweg speelde voor Jong Oranje, maar werd uiteindelijk niet geselecteerd voor het grote Nederlands korfbalteam.